# Pogrom di Topoľčany
Il pogrom di Topoľčany fu una rivolta antisemita avvenuta a Topoľčany il 24 settembre 1945, è noto come il maggiore episodio di violenza del dopoguerra avvenuto contro gli ebrei in Slovacchia. La causa scatenante fu il risorgente antisemitismo contro i sopravvissuti ebrei dell'Olocausto che chiesero la restituzione dei beni rubati durante l'Olocausto.
La mattina dell'incidente si sparse la voce che una scuola cattolica sarebbe stata nazionalizzata e le suore che vi insegnavano sarebbero state sostituite da insegnanti ebrei, di contro le donne manifestarono contro la nazionalizzazione della scuola incolpando gli ebrei. Quello stesso giorno, un medico ebreo stava vaccinando i bambini della scuola, fu accusato di aver avvelenato bambini non ebrei, scatenando la rivolta. La polizia non fu in grado di controllare la situazione: circa quarantasette ebrei rimasero feriti, mentre altri quindici dovettero essere ricoverati in ospedale. Subito dopo gli eventi, la copertura internazionale mise in imbarazzo le autorità cecoslovacche e il Partito Comunista Cecoslovacco sfruttò questi disordini per accusare le autorità democratiche di inefficacia.
Il film-documentario del 2004 sulla rivolta, Miluj blížneho svojho, risvegliò la discussione sulle vicissitudini di questi eventi. L'anno seguente, il sindaco di Topoľčany rilasciò delle scuse ufficiali.

## L'Olocausto

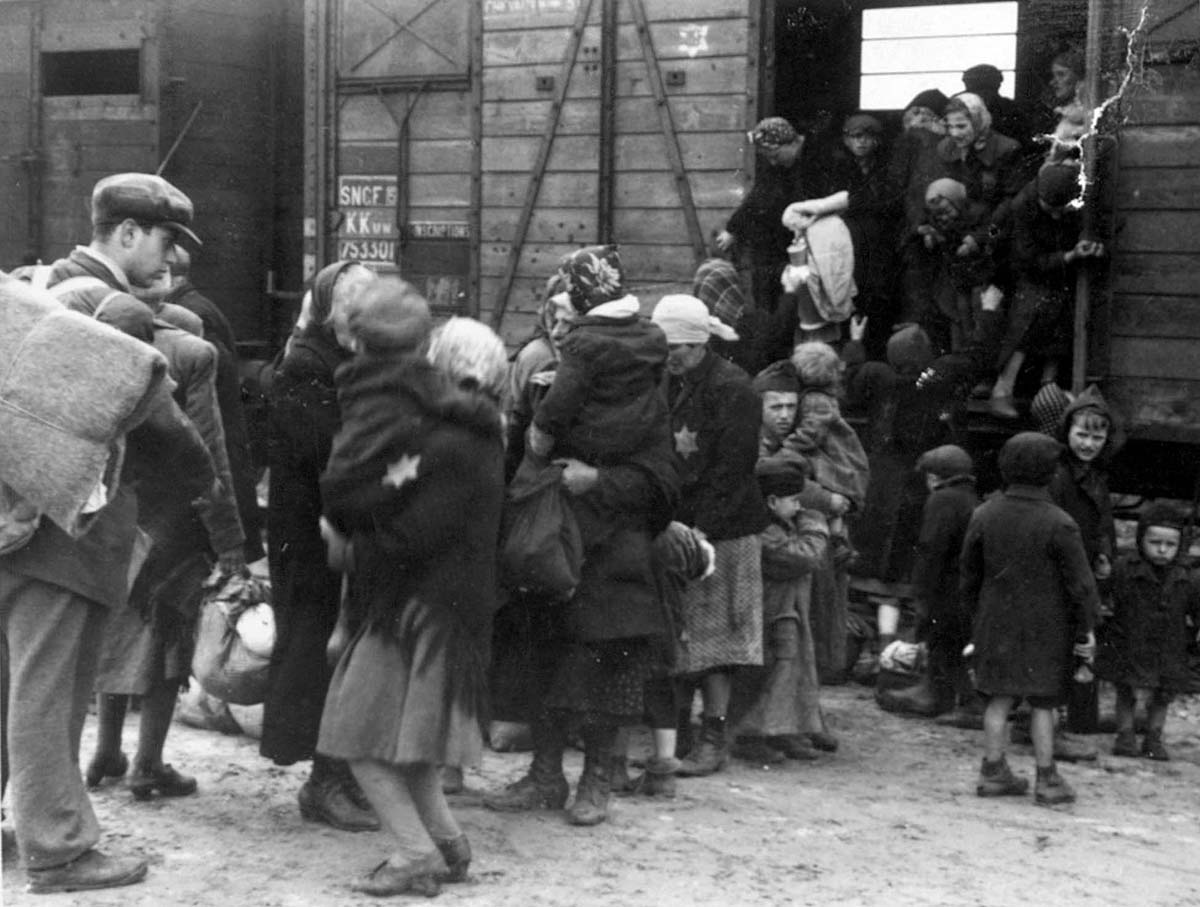
Gli ebrei ruteni dei Carpazi arrivano ad Auschwitz nel 1944.

Il 14 marzo 1939 lo Stato slovacco proclamò la propria indipendenza dalla Cecoslovacchia sotto la protezione della Germania nazista. La persecuzione degli ebrei svolse un ruolo chiave nella politica interna dello Stato. Furono liquidate circa 10.000 aziende di proprietà degli ebrei e ne consegnarono 2.300 a proprietari "ariani", privando la maggior parte degli ebrei slovacchi dei propri mezzi di sussistenza. Il "Codice ebraico" del settembre 1941, basato sulle leggi di Norimberga, richiedeva agli ebrei di indossare dei bracciali di riconoscimento gialli, vietava i matrimoni misti e arruolava gli ebrei normodotati per i lavori forzati. Nel 1942, 57.000 ebrei, due terzi degli ebrei in Slovacchia all'epoca, furono deportati. La maggior parte di loro fu assassinata ad Auschwitz o negli altri campi di sterminio. Durante e dopo la rivolta nazionale slovacca dell'autunno 1944, gli ebrei furono nuovamente presi di mira per lo sterminio; dei 25.000 rimasti in Slovacchia circa 13.500 furono deportati in gran parte ad Auschwitz e di questi diverse centinaia furono assassinati in Slovacchia.
La comunità ebraica di Topoľčany, una città di medie dimensioni a 80 chilometri a est della capitale Bratislava, fu una delle più ricche del paese. La maggior parte degli ebrei si guadagnò da vivere nel commercio: possedevano infatti 320 delle 615 imprese registrate, altri ebrei furono professionisti, costituendo i due terzi dei medici e il 57% degli avvocati. Dei 12.000 abitanti di Topoľčany nel 1942, circa 3.000 furono ebrei. Nel censimento del 1930, circa un terzo degli ebrei si registrò come ebreo per nazionalità, mentre il resto si dichiarò di etnia tedesca, ungherese o slovacca. Sebbene ci fosse poca mescolanza sociale tra gli ebrei prevalentemente ortodossi e gli slovacchi devotamente cattolici, ci furono anche pochi incidenti antisemiti aperti prima della guerra. Gli ebrei parteciparono alla vita politica, avendo un proprio partito politico e occupando i seggi nel consiglio comunale.
Dopo il 1938, Topoľčany divenne un "bastione" del Partito popolare slovacco antisemita di destra e la maggior parte dei suoi residenti sostenne le politiche antiebraiche del regime, inclusa la deportazione. Furono confiscate 89 aziende ebraiche, principalmente dai membri del Partito popolare slovacco. Secondo lo storico israeliano Robert Büchler, la maggior parte degli "arianizzanti" non provenirono da Topoľčany ma da nuovi arrivati opportunisti. Tuttavia, in molti beneficiarono anche se in modo minore della persecuzione antiebraica, come l'acquisto di proprietà all'asta al di sotto del valore di mercato. Gli storici cechi Hana Kubátová e Michal Kubát citano i sopravvissuti all'Olocausto i quali affermarono che i loro amici non ebrei trassero profitto dalla persecuzione antiebraica. Molti ebrei di Topoľčany furono deportati nel 1942 e poi assassinati, ma alcuni riuscirono a sopravvivere accettando di lavorare come schiavi nel campo di Nováky in Slovacchia, liberato durante la rivolta del 1944. I prigionieri fuggirono sulle montagne e molti sopravvissero alla guerra nascondendosi o combattendo con i partigiani.
Il numero di sopravvissuti all'Olocausto che tornarono in città dopo la guerra fu stimato a 550, o circa 700, o 750. La maggior parte dei sopravvissuti fu avvantaggiata dal punto di vista socio-economico rispetto ad altri ebrei e sfruttarono le loro ricchezze per evitare la deportazione nei campi di sterminio. Tra i sopravvissuti a Topoľčany ci fu un numero sproporzionato di famiglie e bambini.

## Dopo la liberazione del 1945
Verso la fine della guerra, il regime cercò di incitare all'odio per i propri fini politici costruendo le affermazioni secondo cui gli ebrei si sarebbero vendicati violentemente di coloro che avevano rubato le proprietà. Diffusero anche false voci secondo cui i proprietari ebrei avevano rioccupato le proprietà in Sicilia dopo la liberazione nel 1943 e avevano sparato agli arianizzatori. Dopo la liberazione della Slovacchia da parte dell'Armata Rossa nel marzo e nell'aprile 1945, i sopravvissuti all'Olocausto di Topoľčany affrontarono una recrudescenza dell'antisemitismo.
Secondo lo storico slovacco Ivan Kamenec, la loro presenza divenne un "rimprovero aperto e silenzioso" per quegli slovacchi che avevano sostenuto la persecuzione degli ebrei: molti dei sopravvissuti tentarono di riavere la proprietà possedute prima della guerra e coloro che avevano rubato le proprietà ebraiche erano riluttanti a restituirle. Anche gli ex partigiani, o coloro che affermavano di essere stati partigiani, si erano appropriati di parte della refurtiva, a loro avviso una giusta ricompensa per la loro opposizione al nazismo. Jana Šišjaková sottolinea anche la persistente influenza della propaganda del regime fascista sulla percezione degli ebrei.
Questi gruppi organizzarono una campagna di intimidazione con rivolte, saccheggi, aggressioni e minacce, volta a costringere gli ebrei ad andarsene e a rinunciare alle loro rivendicazioni sulle proprietà. Secondo Büchler, "le autorità hanno fatto poco per proteggere" i sopravvissuti all'Olocausto, definendo invece "provocatorie" le loro richieste di restituzione della proprietà e di pari diritti. Nel frattempo, i funzionari apparentemente solidali con gli ebrei consigliarono loro di "comportarsi" in modo da evitare di incitare alla violenza contro loro stessi. Una delle prime rivolte post-liberazione si verificò nella città slovacca orientale di Košice il 2 maggio, prima della fine della guerra. Il pogrom di Topoľčany fu considerato il più grave o famigerato atto antiebraico nella Slovacchia del dopoguerra. Complessivamente, secondo la storica polacca Anna Cichopek, almeno trentasei ebrei furono assassinati e più di cento feriti tra il 1945 e il 1948 in Slovacchia.
Per quattro settimane prima della rivolta, gli antisemiti a Topoľčany distribuirono la propaganda antiebraica e molestarono fisicamente gli ebrei. All'inizio di settembre, le suore che insegnavano in una scuola cattolica locale per ragazze seppero che il loro istituto stava per essere nazionalizzato e che sarebbero state sostituite: sebbene molte scuole slovacche furono nazionalizzate nel 1945, le voci secondo cui ciò era dovuto a una cospirazione ebraica e che gli insegnanti ebrei avrebbero sostituito i gentili erano infondate. Le madri dei bambini della scuola chiesero al governo di non nazionalizzarla e accusarono gli ebrei di aver tentato di rilevare la scuola a beneficio dei bambini ebrei.
Domenica 23 settembre 1945, la gente lanciò delle pietre contro un giovane ebreo in una stazione ferroviaria, vandalizzando anche una casa abitata da ebrei nella vicina Žabokreky. Il giorno successivo, i gentili slovacchi si riunirono in strada cantando slogan antisemiti; alcuni ebrei furono aggrediti e le loro case svaligiate. I poliziotti si rifiutarono di intervenire sulla base di voci infondate secondo cui gli ebrei avrebbero ucciso quattro bambini a Topoľčany. A Chynorany si sparse la voce che trenta bambini fossero stati assassinati da ebrei e per questo almeno un ebreo fu aggredito e altri furono derubati.

## Rivolta del 24 settembre
Alle 08:00 del 24 settembre a Topoľčany, 60 donne, la maggior parte delle quali madri, si recarono presso il comitato nazionale distrettuale per chiedere che la nazionalizzazione fosse interrotta e che i bambini ebrei fossero espulsi dalla scuola. Questo fece parte di un progetto più ampio in cui le donne, che furono tra le più fervide sostenitrici del Partito popolare slovacco, giocarono un ruolo centrale nel fomentare le manifestazioni antisemite e le violenze: il vicepresidente del comitato avrebbe detto loro di "prendere le armi e andare a cercare gli ebrei", un altro funzionario avrebbe detto che la proposta di nazionalizzazione non era affar loro, l'ispettore scolastico della città è intervenuto cercando di convincere i manifestanti che le voci di nazionalizzazione non avevano fondamento nei fatti. A questo punto, circa 160 persone stavano manifestando fuori dall'ufficio e circolavano voci di insegnanti ebrei che sostituivano le suore e di ebrei che all'interno distruggevano i simboli religiosi cristiani. Altre voci affermarono che "gli ebrei non lavorano e godono ancora di uno stile di vita superiore alla media e sono coinvolti in affari illegali".
(Slogan antisemita attribuito ai rivoltosi)
Quando le donne lasciarono l'ufficio, iniziarono a scandire slogan antisemiti e si diressero verso la scuola. L'ufficio di polizia locale, composto da sette uomini, tentò di disperderle senza successo. Le donne iniziarono ad accusare un medico ebreo, Karol Berger, che quel giorno si trovò a scuola per vaccinare i bambini di sette e otto anni, di averle avvelenate. Ciò fece esplodere la violenza che ne sarebbe seguita su larga scala. Quando arrivarono a scuola, le donne fecero irruzione. Interpretando male le grida dei bambini sconvolti dalla rivolta, si avvicinarono a Berger gridando "Ebreo, avveleni i nostri figli!". Berger fu portato fuori e consegnato alla folla. Grazie ad un soldato ebreo, riuscì a scappare e si nascose nell'ufficio di polizia prima di unirsi alle altre vittime ebree in ospedale di quel giorno. Cichopek e Kamenec stimano che da 200 a 300 persone dei 9.000 residenti di Topoľčany abbiano partecipato alla rivolta, aggredendo fisicamente gli ebrei per strada e svaligiando le loro case.
Gli ebrei che si rifugiarono presso la stazione di polizia furono protetti dai poliziotti. Gli insegnanti della scuola resistettero alle richieste di consegnare i bambini ebrei. Quando il consiglio comunale chiamò venti o trenta soldati di stanza nelle vicinanze per ristabilire l'ordine, la maggior parte si unì invece ai rivoltosi. I soldati avevano anche attaccato gli ebrei durante il pogrom di Cracovia un mese prima in Polonia. Secondo il rapporto, il comandante dell'unità dell'esercito era inesperto e inefficace, incapace di impedire ai suoi uomini di rispondere alla chiamata "Soldati venite con noi per sconfiggere gli ebrei!"
Offrendo la scorta al quartier generale della polizia, i soldati portarono gli ebrei fuori dagli appartamenti per consegnarli ai rivoltosi. A mezzogiorno, un'unità ausiliaria speciale riuscì finalmente a porre fine alle violenze, e alle 13:00 le strade diventarono silenziose sebbene i gruppi più piccoli tentassero ancora di avvicinare gli ebrei. I rinforzi dei poliziotti di Bratislava, a un'ora di macchina, furono richiesti alle 09:30 ma non arrivarono fino alle 18:00, quando la rivolta fu già terminata. Le autorità municipali risposero lentamente agli eventi in corso, senza denunciare le voci che portarono alla violenza fino alle 18:45. Quarantasette o quarantotto ebrei furono feriti e quindici di loro dovettero essere ricoverati in ospedale.

## Conseguenze
(Ondrej Weiss e Ernest Kohn, sopravvissuti di un villaggio vicino)
Il giorno successivo, tra i nove e gli undici rivoltosi più attivi furono arrestati dai poliziotti di Bratislava; la maggior parte furono giovani di età compresa tra i diciassette e i ventiquattro anni. I successivi arresti portarono il numero totale a una cinquantina di civili arrestati; la maggior parte fu imprigionata nel campo di lavoro di Ilava o nella prigione di Topoľčany. In seguito, i militari arrestarono i venti soldati che parteciparono alla rivolta. Un'indagine della Commissione sanitaria rilevò che i vaccini forniti da Berger non erano dannosi.
Insieme ad altri incidenti simili in Slovacchia e in Polonia, i disordini a Topoľčany suscitarono la condanna internazionale che mise in imbarazzo le autorità cecoslovacche. Solo due giornali slovacchi, Čas e Pravda, pubblicarono degli articoli relativi ai disordini, il primo dei quali fu pubblicato sei giorni dopo. Il quotidiano Pravda, organo del Partito Comunista Cecoslovacco, sfruttò i disordini per attaccare la democratica Terza Repubblica Cecoslovacca di essere incapace di governare. Al contrario, Čas, affiliato al Partito Democratico, si concentrò sul fallimento morale dell'antisemitismo come parte di una più ampia crisi morale del dopoguerra e invitò gli ebrei slovacchi ad attendere pazientemente il ripristino delle proprietà da parte dei tribunali. La Pravda pubblicò un'intervista a Karol Šmidke, leader dei comunisti nel Consiglio nazionale slovacco, dove sottolineò che gli "elementi fascisti" presumibilmente stavano tramando la distruzione del nuovo ordine e li invitò a punirli severamente per sradicarli. Le dichiarazioni di Šmidke rappresentarono la posizione ufficiale dei governi cecoslovacco e slovacco, conclusero che la rivolta non fu spontanea, ma organizzata da una cospirazione fascista. Le autorità raccomandarono di epurare il governo da presunti elementi reazionari. La polizia slovacca, affermando che la rivolta fu causata da elementi cattolici e dalla propaganda antisemita slovacca, raccomandò di licenziare la madre superiora e il preside cattolico della scuola, evidenziò anche che gli arianizzatori furono gli "istigatori spirituali" della violenza.
La principale preoccupazione delle autorità non fu il benessere dei cittadini ebrei, ma il fallimento dello stato nel mantenere l'ordine. Nel complesso, la risposta fu lenta e molti amministratori utilizzarono l'incidente come mkotivo per accusare i comportamenti scorretti non correlati. Secondo Robert Büchler, le autorità risposero ai disordini solo perché la copertura internazionale imbarazzò il governo del dopoguerra.
(Rapporto della polizia slovacca sui disordini)
All'indomani degli eventi, pochi rapporti accusarono gli ebrei della violenza. Le accuse secondo cui gli ebrei avrebbero provocato le rivolte a causa del loro "comportamento provocatorio" e del loro rifiuto di integrarsi nella società slovacca furono aggiunte nei rapporti successivi. Più lontano venivano prodotti i rapporti e più tardi, più virulenta, diventava la colpa degli ebrei; un rapporto del 15 ottobre del commissario di polizia di Bratislava affermò che "la principale colpa delle manifestazioni ricade sul comportamento provocatorio dei cittadini di religione israelita nei confronti dei cittadini cristiani". Contrariamente ai desideri dei rivoltosi, pochissimi ebrei rimasero dopo il pogrom del 1945; la maggior parte restò per ricostruire la propria vita e lottare per la restituzione delle proprietà. Nel 1948 ci furono ancora 344 ebrei viventi a Topoľčany, ma molti emigrarono nel 1949 nel neonato stato di Israele, negli Stati Uniti, in Australia, in Messico e altri paesi. A partire dal 2015, non ci sono più ebrei che vivono nella città.

## Interpretazioni moderne
Scrivendo sulla violenza antiebraica del dopoguerra in Polonia, Jan T. Gross afferma che "gli ebrei erano percepiti come una minaccia allo status quo materiale, alla sicurezza e alla coscienza pacifica" dei loro vicini non ebrei. Cichopek fa notare che è impossibile provare ciò che i polacchi e gli slovacchi non ebrei pensassero dopo la guerra. Sia Gross che Kamenec, nella loro analisi del pogrom di Topoľčany, si concentrano maggiormente sugli aspetti materiali mentre gli scrittori precedenti avevano sottolineato l'influenza degli stereotipi antisemiti. Kamenec ha sostenuto che le conseguenze dell'arianizzazione hanno causato la rinascita dell'antisemitismo. Secondo Kamenec, Šišjaková e Cichopek, anche la mancanza di una legislazione completa e di un'amministrazione competente del trasferimento di proprietà ai proprietari ebrei ha contribuito all'incertezza e al sentimento antiebraico. Cichopek sottolinea anche il ruolo dei miti antisemiti nell'alimentare la violenza, sottolinea che senza l'isteria vaccinale, la rivolta a Topoľčany non si sarebbe verificata o sarebbe avvenuta in modo diverso.
Cichopek sostiene che il regime di Tiso, con il suo collaborazionismo con i nazisti e l'invio dei cittadini ebrei nei campi di sterminio, ha screditato l'antisemitismo nella Slovacchia del dopoguerra. Sottolinea inoltre che il regime fascista impedì anche la violenza e il caos che regnavano da anni in Polonia sotto l'occupazione nazista e che non esistevano campi di sterminio sul suolo slovacco. In Slovacchia, la frottola giudeo-bolscevica non era prominente; invece gli ebrei furono accusati di sostenere l'irredentismo ungherese. Secondo Cichopek, questi fattori si spiegano in parte perché la violenza antiebraica del dopoguerra in Slovacchia fu inferiore a quella in Polonia. Milan Stanislav Ďurica, teologo nazionalista e cattolico, ha accusato le vittime nella sua analisi degli eventi. Secondo Büchler, il pogrom illumina la "situazione miserabile" per gli ebrei in Slovacchia dopo la liberazione, così come l'indifferenza delle autorità per "i problemi esistenziali degli ebrei sopravvissuti".

## Eredità
Il film documentario slovacco Miluj blížneho svojho del 2004, realizzato da Dušan Hudec, commemora le rivolte. Durante le riprese, un residente di Topoľčany affermò che "gli ebrei e gli zingari sono la peggior feccia sotto il sole": questa dichiarazione fu censurata nel documentario finale contro la volontà del regista e della comunità ebraica slovacca. Il documentario fu elogiato da Kamenec per aver portato l'incidente all'attenzione di un pubblico più ampio. Lo scrittore slovacco Peter Bielik criticò il film, citando i rapporti contemporanei i quali affermavano che "gli ebrei si sono comportati in modo molto arrogante e imperioso, cercando di occupare sistematicamente le posizioni più importanti nella sfera economica, pubblica e politica". A causa della controversia su queste osservazioni, si ritirò dalla corsa per la carica di direttore dell'Istituto per la Memoria Slovacco.
Nel 1998, su iniziativa di Walter Fried, sopravvissuto ai disordini all'età di 17 anni, fu posizionata presso l'ex sinagoga una lapide, dedicata "all'eterno ricordo dei nostri concittadini ebrei, abitanti di Topoľčany, vittime di odio razziale e religioso, che furono esiliati e assassinati tra il 1942 e il 1945". Nel 2005, il sindaco Pavol Seges si scusò formalmente con la comunità ebraica, leggendo una lettera durante una cerimonia davanti ai discendenti dei sopravvissuti:

### Testi
- Barbora Bartová, The Memory of Topoľčany: the Relationship of the Jewish Inhabitants of Topoľčany after the Tragedy of the "Topoľčany Pogrom", in Journal of Modern Jewish Studies, vol. 15, n. 3, 23 maggio 2016,  pp. 520-525, DOI:10.1080/14725886.2016.1186372.
- (EN) Robert Yehoshua Büchler, Slovakia and Jews after World War II, in David Bankier (a cura di), The Jews Are Coming Back: The Return of the Jews to their Countries of Origin after World War II, Jerusalem, Berghahn Books, 2005, ISBN 978-1-57181-527-9.
- (EN) Anna Cichopek, Beyond Violence: Jewish Survivors in Poland and Slovakia, 1944–48, Cambridge, Cambridge University Press, 2014, ISBN 978-1-107-03666-6.
- (EN) Gila Fatran, The Struggle for Jewish Survival during the Holocaust, in Wacław Długoborski, Dezider Tóth, Teresa Świebocka, Jarek Mensfelt (a cura di), The Tragedy of the Jews of Slovakia 1938–1945: Slovakia and the "Final Solution of the Jewish Question", traduzione di Jarek Mensfeld, Oświęcim, Banská Bystrica, Auschwitz-Birkenau State Museum and Museum of the Slovak National Uprising, 2002  [1992],  pp. 141-162, ISBN 978-83-88526-15-2.
- (EN) Ivan Kamenec, The Deportation of Jewish Citizens from Slovakia in 1942, in Wacław Długoborski, Dezider Tóth, Teresa Świebocka, Jarek Mensfelt (a cura di), The Tragedy of the Jews of Slovakia 1938–1945: Slovakia and the "Final Solution of the Jewish Question", traduzione di Jarek Mensfeld, Oświęcim, Banská Bystrica, Auschwitz-Birkenau State Museum and Museum of the Slovak National Uprising, 2002  [1992],  pp. 111-139, ISBN 978-83-88526-15-2.
- Hana Kubátová e Michal Kubát, Were There 'Bystanders' in Topol'čany? On Concept Formation and the 'Ladder of Abstraction', in Contemporary European History, vol. 27, n. 4, 10 luglio 2018,  pp. 562-581, DOI:10.1017/S096077731800022X.
- (EN) Peter Longerich, Holocaust: The Nazi Persecution and Murder of the Jews, Oxford, Oxford University Press, 2010, ISBN 978-0-19-280436-5.
- Nadya Nedelsky, "The Struggle for the Memory of the Nation": Post-Communist Slovakia and its World War II Past, in Human Rights Quarterly, vol. 38, n. 4, 2016,  pp. 969-992, DOI:10.1353/hrq.2016.0053.
- Vanda Rajcan, Madeline Vadkerty e Ján Hlavinka, Camps and Ghettos under European Regimes Aligned with Nazi Germany, in Geoffrey P. Megargee, Joseph R. White, Mel Hecker (a cura di), Encyclopedia of Camps and Ghettos, vol. 3, Bloomington, United States Holocaust Memorial Museum, 2018, ISBN 978-0-253-02373-5.
- (SK) Jana Šišjaková, Protižidovské nepokoje po druhej svetovej vojne – rok 1945 na východnom Slovensku, in Štúdie a články, 2008,  pp. 22-30. URL consultato il 22 gennaio 2023 (archiviato dall'url originale il 22 ottobre 2017).

### Web
- (EN) Beata Balogová, Jewish Leaders Criticise Public Slovak Television, The Slovak Spectator, 19 maggio 2004. URL consultato l'11 ottobre 2018.
- (EN) A Town Apologizes to Jews for Post-Holocaust Attack, in Deutsche Presse-Agentur, Haaretz, 29 ottobre 2005. URL consultato il 12 ottobre 2018.
- (EN) David B. Green, This Day in Jewish History 1945: Holocaust Survivors Attacked in Czech Village, 24 settembre 2015. URL consultato il 27 settembre 2018.
- (SK) Dávid Hrdý, Čierny deň v histórií Topoľčian: Falošná správa spôsobila hystériu, su Topoľčany24.sk, 21 luglio 2013. URL consultato il 12 ottobre 2018.
- (SK) Ivan Kamenec, Povojnový protižidovský pogrom v Topoľčanoch nepriamo presahuje až do súčasnosti, 13 settembre 2018.
- (SK) Jožo Malý, Dokument o pogrome Židov vyvolal v Topoľčanoch diskusie, 1º giugno 2004. URL consultato l'11 ottobre 2018.

### Approfondimenti
- (SK) Ivan Kamenec, Protižidovský pogrom v Topoľčanoch v septembri 1945, in Studia Historica Nitriensia, vol. 8, 2000,  pp. 85-99.
- Michala Lônčíková, The end of War, the end of persecution? Post-World War II collective anti-Jewish violence in Slovakia, in History in Flux, vol. 1, n. 1, 2020,  pp. 151-164, DOI:10.32728/flux.2019.1.8.
- (SK) Jana Šišjaková, 'Prípad Topoľčany' – Protižidovský pogrom (nielen) z pohľadu dobových dokumentov, in Acta Historica Neosoliensia, vol. 10, 2007,  pp. 232-240.